# Tanrekar
Tanrekar (Tenrecidae) är en däggdjursfamilj som tillsammans med guldmullvadar utgör ordningen Afrosoricida vilken tidigare fördes till ordningen äkta insektsätare.
Namnet tanrek och grundformen i det vetenskapliga namnet är en variant av det malagassiska ordet tandraka som betecknar dessa djur.

## Utbredning och habitat
Egentliga tanrekar, ristanrekar och långörad tanrek finns endast på Madagaskar, medan utternäbbmössen finns vid vatten i centrala och västra Afrika. Vanlig tanrek (Tenrec ecaudatus) har även införts på Komorerna, Maskarenerna och Seychellerna. Arterna förekommer i olika habitat men är vanligast i skogar. Vissa arter lever även på buskmark eller till och med i halvöknar.

## Utseende
Ingen annan däggdjursfamilj har så stor inbördes variation i utseende som tanrekarna. Det finns arter som ser ut som igelkottar, näbbmöss, mullvadar och uttrar, men även de som inte direkt liknar några andra nu levande djur. Tanrekarna har bibehållit vissa "primitiva" drag som antagligen var vanligare hos tidigare moderkaksdjur, såsom kloaköppning (gemensam öppning för urogenital- och tarmkanalen) och den förhållandevis låga och växlande kroppstemperaturen. På grund av den låga temperaturen behöver hannarnas testiklar inte ligga i en pung utanför bålen. De tidigaste Tenrecidae-fossil som hittats var över 25 miljoner år gamla och troligen var tanrekarna redan då väl etablerade i Afrikas fauna och bland de första däggdjuren att kolonisera Madagaskar.
De minsta arterna har samma storlek som näbbmöss med en längd omkring 4,5 cm och en vikt på 5 g, medan den största arten, vanlig tanrek, når en längd mellan 25 och 39 cm samt en vikt över 1 kg. Även svansens längd är mycket variabel. Egentliga tanrekar (Tenrecinae) har bara en liten stubbe som sällan är synlig. Hos långsvanstanrekar (Microgale) är svansen däremot lika lång som övriga kroppen.

## Levnadssätt
De flesta av tanrekarna och utternäbbmössen är nattaktiva och deras huvudföda är insekter och andra ryggradslösa djur, men växtdelar och frukt förekommer också. Vanliga tanreken tar även p.g.a. sin relativa storlek små reptiler och ibland däggdjur.
Utternäbbmöss och vattentanrek (Limnogale mergulus) vistas ofta i vattnet. Arterna av släktet Oryzorictes skapar tunnlar under marken. Vissa medlemmar i släktet långsvanstanrekar (Microgale) har bra förmåga att klättra i träd.
På dagen vilar de flesta arterna i ett gömställe eller i självgrävda bon under jorden.

### Fortplantning
Tanrekarnas fortplantning är nära nog unik såtillvida att spermierna tränger in i omogna folliklar och befruktar äggen före ägglossningen. Dräktighetstiden ligger i de fall man känner till generellt runt 50-65 dygn. Ungarna, som föds under regnperioden för att säkra maximal födotillgång, varierar i antal från två hos utternäbbmössen till ibland över 30 hos vanlig tanrek.

## Systematik

### Yttre systematik
Tanrekar räknades på grund av morfologiska likheter länge till ordningen äkta insektsätare. Nyare molekylärgenetiska undersökningar visade däremot att de tillhör en helt annan utvecklingslinje. Tanrekar räknas numera till överordningen Afrotheria som bland annat innefattar elefanter, sirendjur och jordsvin. Tanrekarnas närmaste släktingar finns i familjen guldmullvadar. Tillsammans bildar de ordningen Afrosoricida.

### Inre systematik
Tanrekfamiljen delas upp i fyra underfamiljer: Ristanrekar (Oryzorictinae), långörad tanrek (Geogalinae), egentliga tanrekar (Tenrecinae) och utternäbbmöss (Potamogalinae). De nämnda molekylärgenetiska undersökningarna visade även att dessa underfamiljer bildar en monofyletisk grupp, alltså att de har en gemensam stamfader.
Underfamiljer och släkten är:
- Egentliga tanrekar (Tenrecinae)
  - Vanlig tanrek (Tenrec ecaudatus), en art
  - Halvtanrekar (Hemicentetes), 2 arter
  - Större igelkottanrek (Setifer setosus), en art
  - Mindre igelkottanrek (Echinops telfairi), en art
- Ristanrekar (Oryzorictinae)
  - Ristanrekar (Oryzorictes), 2 arter
  - Långsvanstanrekar (Microgale), cirka 20 arter
  - Vattentanrek (Limnogale mergulus), en art
- Långörade tanrekar (Geogalinae)
  - Långörad tanrek (Geogale aurita), en art
- Utternäbbmöss (Potamogalinae)
  - Utternäbbmus (Potamogale velox), en art
  - Micropotamogale, 2 arter